# محوطه شهرک صنعتی
محوطه شهرک صنعتی مربوط به دوره اشکانیان - دوره ساسانیان است و در شهرستان گیلانغرب، بخش مرکزی، ۲۵۰ متری شمال شهر گیلانغرب، ۳۰۰ متری جنوب شهرک صنعتی واقع شده و این اثر در تاریخ ۲۶ اسفند ۱۳۸۷ با شمارهٔ ثبت ۲۵۴۰۹ به‌عنوان یکی از آثار ملی ایران به ثبت رسیده است.